# ماريا رومانو
ماريا رومانو (بالإسبانية: María Romano)‏ هي مبارزة بالسيف أرجنتينية، ولدت في 28 نوفمبر 1931 في بوينس آيرس في الأرجنتين.

## وصلات خارجية
- ماريا رومانو على موقع أوليمبيديا (الإنجليزية)